# P/2011 W2 (Rinner)
P/2011 W2 (Rinner) — одна з короткоперіодичних комет родини Юпітера. Комета була відкрита 28 листопада 2011 2011 року, коли мала 17.9m.